# Canton de Carcassonne-Nord
Le canton de Carcassonne-Nord, appelé également Carcassonne 2e Canton-Nord, est une ancienne division administrative française, située dans le département de l'Aude.

## Administration
| Période | Période | Identité      | Étiquette | Qualité                                                               |
| ------- | ------- | ------------- | --------- | --------------------------------------------------------------------- |
| 1998    | 2015    | Jacques Arino | PS        | Journaliste retraité, Conseiller municipal de Carcassonne (1995-2001) |

Le canton avait été créé en 1998 par scission de l'ancien canton de Carcassonne 2 (canton ouest).

## Composition
Le canton de Carcassonne-Nord se composait d’une fraction de la commune de Carcassonne et d'une autre commune. Il comptait 13 809 habitants (population municipale) au 1er janvier 2012.
| Nom                     | Code Insee | Intercommunalité     | Population (dernière pop. légale)               |
| ----------------------- | ---------- | -------------------- | ----------------------------------------------- |
| Carcassonne (chef-lieu) | 11069      | CA Carcassonne Agglo | Fraction : 11 355(2012) Commune : 45 941 (2014) |
| Pennautier              | 11279      | CA Carcassonne Agglo | 2 472 (2014)                                    |

## Démographie
| 1999   | 2006   | 2011   | 2012   |
| ------ | ------ | ------ | ------ |
| 13 998 | 14 479 | 13 934 | 13 809 |